# 范霍爾納 (愛阿華州)
范霍爾納（英語：Van Horne）是一個位於美國愛荷華州本頓縣的城市。

## 地理
范霍爾納的座標為42°00′32″N 92°05′20″W / 42.00889°N 92.08889°W，而該地的平均海拔高度為288米（即945英尺）。

## 人口
根據2010年美國人口普查的數據，范霍爾納的面積為1.63平方千米，均為陸地。當地共有人口682人，而人口密度為每平方千米418人。